# Dominio de unión al ligando
En bioquímica, se emplea el término dominio de unión al ligando para denotar un segmento específico de la estructura de un receptor celular dedicado a la interacción reversible con su ligando. En el mecanismo de acción de un receptor celular, esta formación del complejo ligando:receptor es el primer paso en la cascada de eventos que forman parte de la transducción de señales celulares.

## Estructura
La estructura del dominio de unión al ligando de varios receptores celulares permite entender el tipo de interacciones que tiene el respectivo receptor con sus ligandos, así como el tipo de afinidad y selectividad y los potenciales agonistas y antagonistas que puedan interactuar con el receptor o su ligando. El dominio de unión al ligando difiere del dominio de unión al ADN a tal punto que son codificados por segmentos diferentes en el gen que transcribe al receptor.

## Bioquímica
La unión de un ligando al dominio de unión en el receptor es un proceso fundamentado en el equilibrio, es decir, es un proceso reversible de un estado al otro, de tal modo que el ligando se une al receptor y se disocia de él equitativamente. La cinética o estudio matemático de esas interacciones viene dado por la ley de acción de masas:
(los corchetes representan concentraciones individuales)
La medida de efectividad con la que una molécula determinada se une al dominio de unión del ligando viene dada por la afinidad entre ellos y se mide con la constante de disociación Kd. Una unión estable o alta afinidad tiene una Kd baja y viceversa. La activación de un segundo mensajero, o sea, la continuidad de la señalización celular y la respuesta biológica final se logra cuando se haya transcurrido suficiente tiempo en la que un número determinado de receptores estén activos por su ligando.